# Чекунов, Андрей Владимирович
Андрей Владимирович Чекунов (7 сентября 1966, Гагра, Абхазская АССР, Грузинская ССР, СССР) — советский, грузинский и российский футболист. Ныне администратор клуба «Сочи».

## Биография
Воспитанник футбола города Гагра. Начинал карьеру в 1983 году в местном клубе «Динамо», однако матчей за клуб не провёл. В том же году перебрался в тбилисское «Динамо», где почти за 5 сезонов провёл лишь 3 матча в чемпионате СССР. С 1989 по 1990 играл за «Динамо» из Сухуми. С 1991 по 1995 годы выступал в составе сочинской «Жемчужины», за которую в высшем эшелоне российского футбола дебютировал 7 марта 1993 года в домашнем матче 1-го тура против нижегородского «Локомотива
». С 1996 по 1997 годы играл за клуб «Динамо-Жемчужина-2», после расформирования которого перешёл в «Волгарь-Газпром». Завершил профессиональную карьеру в 2000 году в клубе «Металлург» из Новокузнецка. После завершения карьеры в 2009 году работал администратором в сочинской «Жемчужине». С 2016 года работает администратором в клубе «Сочи».